# Domenico Lorenzo Ponziani
Domenico Lorenzo Ponziani (9 de novembre de 1719 – 15 de juliol de 1796) fou un capellà, professor, jugador d'escacs, compositor i teòric dels escacs italià del segle xviii. És conegut avui en dia per les seves obres sobre escacs.

## Biografia
Ponziani va néixer a Mòdena el 1719. El 1742 es va graduar en lleis a la Universitat de San Carlo i va ser admès al Col·legi d'Advocats el 1745. Va ser professor de dret civil a la Universitat de Mòdena entre 1742 i 1772, quan es va jubilar amb una pensió i el títol de professor honorari. El 1764 Ponziani es va ordenar sacerdot catòlic i el 1766 va esdevenir canonge a la Catedral de Mòdena. Va esdevenir vicari general el 1784, i va rebre el títol de protonotari apostòlic, i fou nomenat administrador diocesà el 1785. Ponziani va morir a Mòdena i és enterrat a la catedral de la ciutat.

## Obres d'escacs
Ponziani era amic dels altres escaquistes i escriptors d'escacs de Mòdena Modenese Ercole del Rio i Giambattista Lolli, un trio que és conegut col·lectivament com als Mestres de Mòdena.
El 1769 Ponziani va publicar la primera edició de Il giuoco incomparabile degli scacchi (L'incomparable joc dels escacs). Com que Ponziani no va incloure el seu nom a l'obra (Opera d'Autore Modenese) se'l va identificar com a l'Anònim Modenès.
La segona edició, del 1782, estava molt millorada, va establir els principis de l'escola italiana exemplificada per jugadors italians del segle xvii com ara Gioachino Greco.
Tot i que Ponziani es va identificar en la segona edició, la traducció del 1820 feta per l'oficial naval anglès J. B. Smith fent servir el nom de ploma J. S. Bingham, The Incomparable Game of Chess, va atribuir l'obra a del Rio.
L'obra de Ponziani és la millor guia pràctica produïda pels Mestres de Mòdena.
Iguamlent com les obres de del Rio i de Lolli, Ponziani només tracta de l'obertura i el final, sense discutir el mig joc. En l'obertura, l'objectiu primari és aconseguir el màxim de mobilitat per les peces, buscant en particular els punts vulnerables com ara les caselles f2 o f7. No es dona importància a la formació o el manteniment d'un centre de peons; els peons es fan servir per tirar enrere les peces del contrari.
En el camp de les obertures, Ponziani és conegut com a l'epònim de l'obertura Ponziani (1.e4 e5 2.Cf3 Cd6 3.c3), tot i que no en va ser l'inventor, ja que havia estat publicada abans per Lucena cap al 1497. El seu nom està també vinculat, potser més apropiadament, al contragambet Ponziani (1.e4 e5 2.Cf3 Cc6 3.c3 f5) dins l'obertura Ponziani, ja que ell fou qui en publicà les primeres anàlisis el 1782.

## Estudis de finals
|   | a                                                                   | b                                                                   | c                                                                   | d                                                                   | e                                                                   | f                                                                   | g                                                                   | h                                                                   |   |
| 8 | h8 negres rei · h7 blanques peó · g6 blanques peó · g3 blanques rei | h8 negres rei · h7 blanques peó · g6 blanques peó · g3 blanques rei | h8 negres rei · h7 blanques peó · g6 blanques peó · g3 blanques rei | h8 negres rei · h7 blanques peó · g6 blanques peó · g3 blanques rei | h8 negres rei · h7 blanques peó · g6 blanques peó · g3 blanques rei | h8 negres rei · h7 blanques peó · g6 blanques peó · g3 blanques rei | h8 negres rei · h7 blanques peó · g6 blanques peó · g3 blanques rei | h8 negres rei · h7 blanques peó · g6 blanques peó · g3 blanques rei | 8 |
| 7 | h8 negres rei · h7 blanques peó · g6 blanques peó · g3 blanques rei | h8 negres rei · h7 blanques peó · g6 blanques peó · g3 blanques rei | h8 negres rei · h7 blanques peó · g6 blanques peó · g3 blanques rei | h8 negres rei · h7 blanques peó · g6 blanques peó · g3 blanques rei | h8 negres rei · h7 blanques peó · g6 blanques peó · g3 blanques rei | h8 negres rei · h7 blanques peó · g6 blanques peó · g3 blanques rei | h8 negres rei · h7 blanques peó · g6 blanques peó · g3 blanques rei | h8 negres rei · h7 blanques peó · g6 blanques peó · g3 blanques rei | 7 |
| 6 | h8 negres rei · h7 blanques peó · g6 blanques peó · g3 blanques rei | h8 negres rei · h7 blanques peó · g6 blanques peó · g3 blanques rei | h8 negres rei · h7 blanques peó · g6 blanques peó · g3 blanques rei | h8 negres rei · h7 blanques peó · g6 blanques peó · g3 blanques rei | h8 negres rei · h7 blanques peó · g6 blanques peó · g3 blanques rei | h8 negres rei · h7 blanques peó · g6 blanques peó · g3 blanques rei | h8 negres rei · h7 blanques peó · g6 blanques peó · g3 blanques rei | h8 negres rei · h7 blanques peó · g6 blanques peó · g3 blanques rei | 6 |
| 5 | h8 negres rei · h7 blanques peó · g6 blanques peó · g3 blanques rei | h8 negres rei · h7 blanques peó · g6 blanques peó · g3 blanques rei | h8 negres rei · h7 blanques peó · g6 blanques peó · g3 blanques rei | h8 negres rei · h7 blanques peó · g6 blanques peó · g3 blanques rei | h8 negres rei · h7 blanques peó · g6 blanques peó · g3 blanques rei | h8 negres rei · h7 blanques peó · g6 blanques peó · g3 blanques rei | h8 negres rei · h7 blanques peó · g6 blanques peó · g3 blanques rei | h8 negres rei · h7 blanques peó · g6 blanques peó · g3 blanques rei | 5 |
| 4 | h8 negres rei · h7 blanques peó · g6 blanques peó · g3 blanques rei | h8 negres rei · h7 blanques peó · g6 blanques peó · g3 blanques rei | h8 negres rei · h7 blanques peó · g6 blanques peó · g3 blanques rei | h8 negres rei · h7 blanques peó · g6 blanques peó · g3 blanques rei | h8 negres rei · h7 blanques peó · g6 blanques peó · g3 blanques rei | h8 negres rei · h7 blanques peó · g6 blanques peó · g3 blanques rei | h8 negres rei · h7 blanques peó · g6 blanques peó · g3 blanques rei | h8 negres rei · h7 blanques peó · g6 blanques peó · g3 blanques rei | 4 |
| 3 | h8 negres rei · h7 blanques peó · g6 blanques peó · g3 blanques rei | h8 negres rei · h7 blanques peó · g6 blanques peó · g3 blanques rei | h8 negres rei · h7 blanques peó · g6 blanques peó · g3 blanques rei | h8 negres rei · h7 blanques peó · g6 blanques peó · g3 blanques rei | h8 negres rei · h7 blanques peó · g6 blanques peó · g3 blanques rei | h8 negres rei · h7 blanques peó · g6 blanques peó · g3 blanques rei | h8 negres rei · h7 blanques peó · g6 blanques peó · g3 blanques rei | h8 negres rei · h7 blanques peó · g6 blanques peó · g3 blanques rei | 3 |
| 2 | h8 negres rei · h7 blanques peó · g6 blanques peó · g3 blanques rei | h8 negres rei · h7 blanques peó · g6 blanques peó · g3 blanques rei | h8 negres rei · h7 blanques peó · g6 blanques peó · g3 blanques rei | h8 negres rei · h7 blanques peó · g6 blanques peó · g3 blanques rei | h8 negres rei · h7 blanques peó · g6 blanques peó · g3 blanques rei | h8 negres rei · h7 blanques peó · g6 blanques peó · g3 blanques rei | h8 negres rei · h7 blanques peó · g6 blanques peó · g3 blanques rei | h8 negres rei · h7 blanques peó · g6 blanques peó · g3 blanques rei | 2 |
| 1 | h8 negres rei · h7 blanques peó · g6 blanques peó · g3 blanques rei | h8 negres rei · h7 blanques peó · g6 blanques peó · g3 blanques rei | h8 negres rei · h7 blanques peó · g6 blanques peó · g3 blanques rei | h8 negres rei · h7 blanques peó · g6 blanques peó · g3 blanques rei | h8 negres rei · h7 blanques peó · g6 blanques peó · g3 blanques rei | h8 negres rei · h7 blanques peó · g6 blanques peó · g3 blanques rei | h8 negres rei · h7 blanques peó · g6 blanques peó · g3 blanques rei | h8 negres rei · h7 blanques peó · g6 blanques peó · g3 blanques rei | 1 |
|   | a                                                                   | b                                                                   | c                                                                   | d                                                                   | e                                                                   | f                                                                   | g                                                                   | h                                                                   |   |

|   | a                                                                                       | b                                                                                       | c                                                                                       | d                                                                                       | e                                                                                       | f                                                                                       | g                                                                                       | h                                                                                       |   |
| 8 | g7 blanques dama · f3 negres cavall · h3 negres alfil · f2 negres rei · h1 blanques rei | g7 blanques dama · f3 negres cavall · h3 negres alfil · f2 negres rei · h1 blanques rei | g7 blanques dama · f3 negres cavall · h3 negres alfil · f2 negres rei · h1 blanques rei | g7 blanques dama · f3 negres cavall · h3 negres alfil · f2 negres rei · h1 blanques rei | g7 blanques dama · f3 negres cavall · h3 negres alfil · f2 negres rei · h1 blanques rei | g7 blanques dama · f3 negres cavall · h3 negres alfil · f2 negres rei · h1 blanques rei | g7 blanques dama · f3 negres cavall · h3 negres alfil · f2 negres rei · h1 blanques rei | g7 blanques dama · f3 negres cavall · h3 negres alfil · f2 negres rei · h1 blanques rei | 8 |
| 7 | g7 blanques dama · f3 negres cavall · h3 negres alfil · f2 negres rei · h1 blanques rei | g7 blanques dama · f3 negres cavall · h3 negres alfil · f2 negres rei · h1 blanques rei | g7 blanques dama · f3 negres cavall · h3 negres alfil · f2 negres rei · h1 blanques rei | g7 blanques dama · f3 negres cavall · h3 negres alfil · f2 negres rei · h1 blanques rei | g7 blanques dama · f3 negres cavall · h3 negres alfil · f2 negres rei · h1 blanques rei | g7 blanques dama · f3 negres cavall · h3 negres alfil · f2 negres rei · h1 blanques rei | g7 blanques dama · f3 negres cavall · h3 negres alfil · f2 negres rei · h1 blanques rei | g7 blanques dama · f3 negres cavall · h3 negres alfil · f2 negres rei · h1 blanques rei | 7 |
| 6 | g7 blanques dama · f3 negres cavall · h3 negres alfil · f2 negres rei · h1 blanques rei | g7 blanques dama · f3 negres cavall · h3 negres alfil · f2 negres rei · h1 blanques rei | g7 blanques dama · f3 negres cavall · h3 negres alfil · f2 negres rei · h1 blanques rei | g7 blanques dama · f3 negres cavall · h3 negres alfil · f2 negres rei · h1 blanques rei | g7 blanques dama · f3 negres cavall · h3 negres alfil · f2 negres rei · h1 blanques rei | g7 blanques dama · f3 negres cavall · h3 negres alfil · f2 negres rei · h1 blanques rei | g7 blanques dama · f3 negres cavall · h3 negres alfil · f2 negres rei · h1 blanques rei | g7 blanques dama · f3 negres cavall · h3 negres alfil · f2 negres rei · h1 blanques rei | 6 |
| 5 | g7 blanques dama · f3 negres cavall · h3 negres alfil · f2 negres rei · h1 blanques rei | g7 blanques dama · f3 negres cavall · h3 negres alfil · f2 negres rei · h1 blanques rei | g7 blanques dama · f3 negres cavall · h3 negres alfil · f2 negres rei · h1 blanques rei | g7 blanques dama · f3 negres cavall · h3 negres alfil · f2 negres rei · h1 blanques rei | g7 blanques dama · f3 negres cavall · h3 negres alfil · f2 negres rei · h1 blanques rei | g7 blanques dama · f3 negres cavall · h3 negres alfil · f2 negres rei · h1 blanques rei | g7 blanques dama · f3 negres cavall · h3 negres alfil · f2 negres rei · h1 blanques rei | g7 blanques dama · f3 negres cavall · h3 negres alfil · f2 negres rei · h1 blanques rei | 5 |
| 4 | g7 blanques dama · f3 negres cavall · h3 negres alfil · f2 negres rei · h1 blanques rei | g7 blanques dama · f3 negres cavall · h3 negres alfil · f2 negres rei · h1 blanques rei | g7 blanques dama · f3 negres cavall · h3 negres alfil · f2 negres rei · h1 blanques rei | g7 blanques dama · f3 negres cavall · h3 negres alfil · f2 negres rei · h1 blanques rei | g7 blanques dama · f3 negres cavall · h3 negres alfil · f2 negres rei · h1 blanques rei | g7 blanques dama · f3 negres cavall · h3 negres alfil · f2 negres rei · h1 blanques rei | g7 blanques dama · f3 negres cavall · h3 negres alfil · f2 negres rei · h1 blanques rei | g7 blanques dama · f3 negres cavall · h3 negres alfil · f2 negres rei · h1 blanques rei | 4 |
| 3 | g7 blanques dama · f3 negres cavall · h3 negres alfil · f2 negres rei · h1 blanques rei | g7 blanques dama · f3 negres cavall · h3 negres alfil · f2 negres rei · h1 blanques rei | g7 blanques dama · f3 negres cavall · h3 negres alfil · f2 negres rei · h1 blanques rei | g7 blanques dama · f3 negres cavall · h3 negres alfil · f2 negres rei · h1 blanques rei | g7 blanques dama · f3 negres cavall · h3 negres alfil · f2 negres rei · h1 blanques rei | g7 blanques dama · f3 negres cavall · h3 negres alfil · f2 negres rei · h1 blanques rei | g7 blanques dama · f3 negres cavall · h3 negres alfil · f2 negres rei · h1 blanques rei | g7 blanques dama · f3 negres cavall · h3 negres alfil · f2 negres rei · h1 blanques rei | 3 |
| 2 | g7 blanques dama · f3 negres cavall · h3 negres alfil · f2 negres rei · h1 blanques rei | g7 blanques dama · f3 negres cavall · h3 negres alfil · f2 negres rei · h1 blanques rei | g7 blanques dama · f3 negres cavall · h3 negres alfil · f2 negres rei · h1 blanques rei | g7 blanques dama · f3 negres cavall · h3 negres alfil · f2 negres rei · h1 blanques rei | g7 blanques dama · f3 negres cavall · h3 negres alfil · f2 negres rei · h1 blanques rei | g7 blanques dama · f3 negres cavall · h3 negres alfil · f2 negres rei · h1 blanques rei | g7 blanques dama · f3 negres cavall · h3 negres alfil · f2 negres rei · h1 blanques rei | g7 blanques dama · f3 negres cavall · h3 negres alfil · f2 negres rei · h1 blanques rei | 2 |
| 1 | g7 blanques dama · f3 negres cavall · h3 negres alfil · f2 negres rei · h1 blanques rei | g7 blanques dama · f3 negres cavall · h3 negres alfil · f2 negres rei · h1 blanques rei | g7 blanques dama · f3 negres cavall · h3 negres alfil · f2 negres rei · h1 blanques rei | g7 blanques dama · f3 negres cavall · h3 negres alfil · f2 negres rei · h1 blanques rei | g7 blanques dama · f3 negres cavall · h3 negres alfil · f2 negres rei · h1 blanques rei | g7 blanques dama · f3 negres cavall · h3 negres alfil · f2 negres rei · h1 blanques rei | g7 blanques dama · f3 negres cavall · h3 negres alfil · f2 negres rei · h1 blanques rei | g7 blanques dama · f3 negres cavall · h3 negres alfil · f2 negres rei · h1 blanques rei | 1 |
|   | a                                                                                       | b                                                                                       | c                                                                                       | d                                                                                       | e                                                                                       | f                                                                                       | g                                                                                       | h                                                                                       |   |

|   | a                                                                    | b                                                                    | c                                                                    | d                                                                    | e                                                                    | f                                                                    | g                                                                    | h                                                                    |   |
| 8 | f8 negres rei · g7 negres torre · e6 blanques dama · h5 blanques rei | f8 negres rei · g7 negres torre · e6 blanques dama · h5 blanques rei | f8 negres rei · g7 negres torre · e6 blanques dama · h5 blanques rei | f8 negres rei · g7 negres torre · e6 blanques dama · h5 blanques rei | f8 negres rei · g7 negres torre · e6 blanques dama · h5 blanques rei | f8 negres rei · g7 negres torre · e6 blanques dama · h5 blanques rei | f8 negres rei · g7 negres torre · e6 blanques dama · h5 blanques rei | f8 negres rei · g7 negres torre · e6 blanques dama · h5 blanques rei | 8 |
| 7 | f8 negres rei · g7 negres torre · e6 blanques dama · h5 blanques rei | f8 negres rei · g7 negres torre · e6 blanques dama · h5 blanques rei | f8 negres rei · g7 negres torre · e6 blanques dama · h5 blanques rei | f8 negres rei · g7 negres torre · e6 blanques dama · h5 blanques rei | f8 negres rei · g7 negres torre · e6 blanques dama · h5 blanques rei | f8 negres rei · g7 negres torre · e6 blanques dama · h5 blanques rei | f8 negres rei · g7 negres torre · e6 blanques dama · h5 blanques rei | f8 negres rei · g7 negres torre · e6 blanques dama · h5 blanques rei | 7 |
| 6 | f8 negres rei · g7 negres torre · e6 blanques dama · h5 blanques rei | f8 negres rei · g7 negres torre · e6 blanques dama · h5 blanques rei | f8 negres rei · g7 negres torre · e6 blanques dama · h5 blanques rei | f8 negres rei · g7 negres torre · e6 blanques dama · h5 blanques rei | f8 negres rei · g7 negres torre · e6 blanques dama · h5 blanques rei | f8 negres rei · g7 negres torre · e6 blanques dama · h5 blanques rei | f8 negres rei · g7 negres torre · e6 blanques dama · h5 blanques rei | f8 negres rei · g7 negres torre · e6 blanques dama · h5 blanques rei | 6 |
| 5 | f8 negres rei · g7 negres torre · e6 blanques dama · h5 blanques rei | f8 negres rei · g7 negres torre · e6 blanques dama · h5 blanques rei | f8 negres rei · g7 negres torre · e6 blanques dama · h5 blanques rei | f8 negres rei · g7 negres torre · e6 blanques dama · h5 blanques rei | f8 negres rei · g7 negres torre · e6 blanques dama · h5 blanques rei | f8 negres rei · g7 negres torre · e6 blanques dama · h5 blanques rei | f8 negres rei · g7 negres torre · e6 blanques dama · h5 blanques rei | f8 negres rei · g7 negres torre · e6 blanques dama · h5 blanques rei | 5 |
| 4 | f8 negres rei · g7 negres torre · e6 blanques dama · h5 blanques rei | f8 negres rei · g7 negres torre · e6 blanques dama · h5 blanques rei | f8 negres rei · g7 negres torre · e6 blanques dama · h5 blanques rei | f8 negres rei · g7 negres torre · e6 blanques dama · h5 blanques rei | f8 negres rei · g7 negres torre · e6 blanques dama · h5 blanques rei | f8 negres rei · g7 negres torre · e6 blanques dama · h5 blanques rei | f8 negres rei · g7 negres torre · e6 blanques dama · h5 blanques rei | f8 negres rei · g7 negres torre · e6 blanques dama · h5 blanques rei | 4 |
| 3 | f8 negres rei · g7 negres torre · e6 blanques dama · h5 blanques rei | f8 negres rei · g7 negres torre · e6 blanques dama · h5 blanques rei | f8 negres rei · g7 negres torre · e6 blanques dama · h5 blanques rei | f8 negres rei · g7 negres torre · e6 blanques dama · h5 blanques rei | f8 negres rei · g7 negres torre · e6 blanques dama · h5 blanques rei | f8 negres rei · g7 negres torre · e6 blanques dama · h5 blanques rei | f8 negres rei · g7 negres torre · e6 blanques dama · h5 blanques rei | f8 negres rei · g7 negres torre · e6 blanques dama · h5 blanques rei | 3 |
| 2 | f8 negres rei · g7 negres torre · e6 blanques dama · h5 blanques rei | f8 negres rei · g7 negres torre · e6 blanques dama · h5 blanques rei | f8 negres rei · g7 negres torre · e6 blanques dama · h5 blanques rei | f8 negres rei · g7 negres torre · e6 blanques dama · h5 blanques rei | f8 negres rei · g7 negres torre · e6 blanques dama · h5 blanques rei | f8 negres rei · g7 negres torre · e6 blanques dama · h5 blanques rei | f8 negres rei · g7 negres torre · e6 blanques dama · h5 blanques rei | f8 negres rei · g7 negres torre · e6 blanques dama · h5 blanques rei | 2 |
| 1 | f8 negres rei · g7 negres torre · e6 blanques dama · h5 blanques rei | f8 negres rei · g7 negres torre · e6 blanques dama · h5 blanques rei | f8 negres rei · g7 negres torre · e6 blanques dama · h5 blanques rei | f8 negres rei · g7 negres torre · e6 blanques dama · h5 blanques rei | f8 negres rei · g7 negres torre · e6 blanques dama · h5 blanques rei | f8 negres rei · g7 negres torre · e6 blanques dama · h5 blanques rei | f8 negres rei · g7 negres torre · e6 blanques dama · h5 blanques rei | f8 negres rei · g7 negres torre · e6 blanques dama · h5 blanques rei | 1 |
|   | a                                                                    | b                                                                    | c                                                                    | d                                                                    | e                                                                    | f                                                                    | g                                                                    | h                                                                    |   |

El manuscrit de Ponziani de 1769 conté l'estudi de final de sobre. Les blanques guanyen així:
1. Rf4 Rg7
2. Rf5 Rh8
3. Rg5
O Re6 o Re5, però no Rf6?? ofegat.
3...Rg7
4. h8=D+! Rxh8
5. Rf6 Rg8
6. g7 Rh7
7. Rf7 i guanyen.
Ponziani (1782) també va donar un exemple de bloqueig o fortalesa, en què el bàndol inferior és capaç de mantenir les taules malgrat tenir només dues peces menors per la dama, tot mantenint arraconat el rei rival. (Vegeu Finals sense peons, dama contra dues peces menors.)